# Amaury Gutiérrez
Amaury Gutiérrez és un cantautor i compositor cubà nascut al barri San Antonio de las Vueltas, al municipi Camajuaní, província Villa Clara el 9 de setembre de 1963.

## Biografia
Quan es trobava cursant la secundària va decidir dedicar-se a la música i la seva oportunitat va arribar en respondre a una convocatòria de l'Escola d'Instructors d'Art, institució on va obtenir una beca.
En les seves composicions, Amaury Gutiérrez posa èmfasi especial en l'aspecte vocal, no sols pel seu passat acadèmic, sinó pel particular sentiment que li imprimeix a les seves interpretacions. Les seves influències com a compositor i cantant són múltiples i provenen de fonts tan diverses com Pablo Milanés, Djavan, Caetano Veloso, Rubén Blades, Andy Montañez, Stevie Wonder, Al Jarreau, Soraya, i àdhuc el beatle Paul McCartney. En el procés creatiu de la composició, Amaury confessa que posseeix més facilitat per a compondre la música primer i després desenvolupar el text, tenint com a instrument principal, la seva inseparable companya: la guitarra.
Amaury Gutiérrez defineix el seu estil com a “Pop Cubà”, una mescla de diversos gèneres musicals que inclouen l'antiga i la "Nueva Trova", alguns girs de música contemporània i el sentiment autoral de l'època daurada del bolero, i fins i tot, de la música i la lírica mexicana.
El seu primer àlbum, Amaury Gutiérrez (1999) va ser nominat al Grammy Llatí i va vendre més de 600 000 còpies. Ell va rebre el premi d'artista revelació de l'any pels Premis Ondas 2000 a Espanya. El 2009 Amaury Gutierrez celebrà amb un espectacular concert el seu 20è aniversari de carrera artística amb una producció de Jossel Calveiro, Reinaldo "Pachy" Lopez i Fernando "Teo" Calveiro, on se li van unir convidats com Luis Enrique i Gema Corredera, entre d'altres.
En 2011 va rebre el Grammy Llatí i en fou nominat novament el 2018.
Actualment resideix a Miami i ha mostrat obertament el seu suport al moviment dissident Yo No Coopero Con La Dictadura. A la mort de Fidel Castro va mantenir un enfrontament a facebook amb el cantautor cubà Francisco Céspedes per les mostres públiques d'anticastrisme.

## Àlbums
- 1999: Amaury Gutiérrez
- 2001: Piedras y flores
- 2003: Alma nueva
- 2004: Se me pegó tu nombre
- 2006: Pedazos de mí
- 2010: Sesiones íntimas
- 2014: Directo mío
- 2015: Entre cuerdas
- 2018: Amaury con banda

## Col·laboracions
- 2008: A Puro Grito (amb Kumbia All Starz)
- 2011: Llueve por Dentro (amb Luis Fonsi)
- 2012: Don Manuel (amb Wilfran Castillo)
- 2013: Esta Vez (amb La Original Banda el Limón)